# Engelbert Strauss
Engelbert Strauss GmbH & Co. KG se sídlem v Biebergemündu u Frankfurtu nad Mohanem je německý výrobce pracovních oděvů, pracovní obuvi a osobních ochranných prostředků, zásilkový obchod a maloobchod.

## Historie

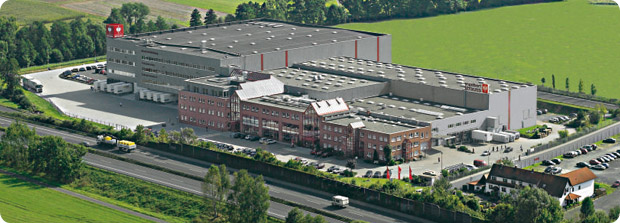
Engelbert Strauss v Biebergemündu

Firmu založil roku 1948 Engelbert Strauss. Prvními výrobky byly rukavice, které nadále hrají hlavní roli v sortimentu společnosti. V 60. letech byla společnost změněna na zásilkový obchod. S katalogovým zasilatelstvím započal podnik v roce 1973. Sortiment se postupně rozšiřoval o části oděvů a obuv.
V areálu v Biebergemündu u Frankfurtu nad Mohanem byla v roce 1994 postavena nová logistická budova. Budova byla dále rozšiřována v roce 2000, poté v roce 2005 a v roce 2008. V roce 2015 vznikla v místě společnosti v Biebergemündu nová hlavní prodejna společnosti a také podnikový kampus s kancelářemi a prostory pro školení a další vzdělávání.
Podnik v roce 2017 stavěl nové centrum služeb a logistiky ve Schlüchternu.

## Sídla firmy
Od začátku 90. let má společnost své hlavní sídlo v Biebergemündu u Frankfurtu nad Mohanem. V roce 1996 společnost Engelbert Strauss otevřela první dceřinou společnost v Linci. Po založení druhé dceřiné společnosti v Anglii v roce 2002 následovaly další v Nizozemsku, Belgii, Švýcarsku, České republice, Švédsku a v Dánsku.

## Sortiment
Hlavním sortimentem jsou pracovní oděvy, reflexní oděvy, pracovní obuv, rukavice a další osobní ochranné prostředky, průmyslové potřeby, nástroje a kancelářské zboží. Engelbert strauss nabízí také úpravu textilu technikou výšivky, tisku nebo laserovou technikou.

## Výroba
Produkty jsou vyráběny ve 27 zemích v Evropě, Asii a Africe. Velká část výrobků se vyrábí v partnerských závodech v Asii. Některé z tamních výrobních závodů vyrábí jen pro společnost.

## Kamenné obchody
Společnost má čtyři vlastní kamenné obchody. V roce 2010 vznikl první obchod v Hockenheimu (Baden-Württemberg), v roce 2012 následoval Bergkirchen (Bavorsko), v roce 2014 hlavní prodejna v Biebergemündu (Hesensko) a na podzim roku 2016 další obchod v Oberhausenu (Severní Porýní – Vestfálsko).